# Droptopwop
Droptopwop è un mixtape commerciale del rapper statunitense Gucci Mane, pubblicato il 26 maggio 2017 dalle etichette discografiche Atlantic Records e GUWOP Enterprises. Il mixtape è stato pubblicato per festeggiare il primo anniversario dall'uscita di prigione del rapper di Atlanta.

## Antefatti
Dopo aver annunciato il progetto agli inizi del 2017, Gucci Mane ne rivelò la copertina, la track list e la data di pubblicazione due giorni prima del rilascio effettivo, il 24 maggio 2017. La copertina del mixtape è ispirata dalla copertina dell'album in studio del 2002 Lord Willin' dei Clipse.

## Accoglienza
| Recensione          | Giudizio |
| ------------------- | -------- |
| Metacritic          | 72/100   |
| AllMusic            |          |
| HipHopDX            |          |
| HotNewHipHop        | 84%      |
| Pitchfork           | 7,3/10   |
| Pretty Much Amazing | B        |
| Tiny Mix Tapes      |          |
| XXL                 |          |

Alla sua uscita Droptopwop ha ricevuto giudizi prevalentemente positivi da parte della critica di settore. Il sito Metacritic, che assegna un punteggio standardizzato da 0 a 100, gli dà un punteggio di 72, basato su sei recensioni professionali.
In una recensione positiva per la rivista XXL, si è espresso così sul mixtape:
Corrigan B di Tiny Mix Tapes ha invece scritto:
Il mixtape ha ottenuto recensioni prevalentemente positive da parte della critica di settore, rientrando anche in alcune classifiche di fine anno, tra cui:
| Rivista | Classifica                  | Posizione | Note   |
| ------- | --------------------------- | --------- | ------ |
| Complex | The Best Albums of 2017     | 24        | [ 15 ] |
| Noisey  | The 100 Best Albums of 2017 | 86        | [ 16 ] |

## Performance commerciale
Droptopwop debuttò alla posizione numero 12 della Billboard 200, vendneod 32.000 unità equivalenti ad album, di cui 8.000 in copia fisica.

## Tracce
Testi di Radric Davis, eccetto dove indicato.
1. 5 Million Intro – 4:04 (musica: Metro Boomin, Southside)
2. Tho Freestyle – 2:40 (musica: Metro Boomin, Cubeatz)
3. Hurt a Nigga Feelings – 3:38 (musica: Metro Boomin)
4. Helpless – 3:14 (musica: Metro Boomin, Cubeatz)
5. Met Gala (feat. Offset) – 3:29 (testo: Radric Davis, Kiari Cephus – musica: Metro Boomin, Southside)
6. Finesse the Plug Interlude – 4:45 (musica: Metro Boomin, Cubeatz)
7. Dance with the Devil – 4:24 (musica: Metro Boomin, Cubeatz)
8. Both Eyes Closed (feat. 2 Chainz, Young Dolph) – 4:20 (testo: Radric Davis, Tahueed Epps, Adolph Thornton Jr. – musica: Metro Boomin, London on da Track)
9. Bucket List – 3:29 (musica: Metro Boomin, DJ Spinz)
10. Loss 4 Wrdz (feat. Rick Ross) – 3:23 (testo: Radric Davis, William Roberts II – musica: Metro Boomin)

## Classifiche
| Classifica (2017)         | Posizione massima |
| ------------------------- | ----------------- |
| Canada                    | 31                |
| Stati Uniti               | 12                |
| Stati Uniti (R&B/Hip-Hop) | 7                 |